# Juan Emilio Ortiz Vega
Juan Emilio Ortiz Vega (Copiapó, 24 de junio de 1869-Santiago, 4 de mayo de 1939) fue un ingeniero, político y militar chileno. Ejerció como Inspector general del Ejército de Chile entre 1925 y 1927.
También fue entre febrero y mayo de 1927 ministro de Guerra del gobierno de Carlos Ibáñez del Campo y desde 1924 hasta 1925 durante la Junta de Gobierno de 1924.

## Biografía
Nació en Copiapó, el 24 de junio de 1869.
Al estallar la Revolución de 1891, siendo estudiante de Ingeniería se incorpora, con el grado de Teniente, al Ejército Congresista en Copiapó. Participa en las batallas de Concón y Placilla. Finalizado el conflicto, continúa su carrera militar y paralelamente se titula de ingeniero.
En 1894 asciende a Capitán, en 1902 a Sargento Mayor, en ese grado, es enviado en Comisión de Servicio a Alemania y a Suiza. En este último país efectúa estudios de perfeccionamiento en la Politécnica Federal.
A su regreso, siendo Teniente Coronel, se desempeña, sucesivamente, como Comandante del Regimiento de Infantería Nº 2 Maipo y del Regimiento de Ferrocarrileros.
Es ascendido al grado de Coronel en 1918 y a General de Brigada en 1922. Ese mismo año es nombrado Director del Instituto Geográfico Militar (IGM), cargo que también ocupó en 1928. Dos años más tarde, en 1924, es Comandante de la II División de Ejército y ministro de Guerra, cargo que desempeñó en dos oportunidades; durante la Junta de Gobierno y la presidencia de Carlos Ibáñez del Campo.
Al año siguiente, ascendido a general de División se le designa inspector de Ingenieros y Aeronáutica y el 11 de noviembre, inspector general del Ejército, se mantuvo en el cargo hasta enero de 1927.
En 1927 es miembro de la Corte Marcial de Santiago y nombrado ministro de Obras Públicas.
El 9 de mayo de 1928, se le concede el retiro absoluto de la Institución.

### Historial militar
- xxxx: Cadete de la Escuela Militar
- xxxx: Alférez
- xxxx: Subteniente
- 1891: Teniente
- 1894: Capitán
- 1902: Sargento Mayor
- 1910: Teniente Coronel
- 1918: Coronel
- 1922: General de Brigada
- 1925: General de División

Falleció en Santiago el 4 de mayo de 1939, a los 69 años.